# Christia parviflora
Christia parviflora är en ärtväxtart som först beskrevs av Anton Karl Schindler, och fick sitt nu gällande namn av Bakh. Christia parviflora ingår i släktet Christia och familjen ärtväxter. Inga underarter finns listade i Catalogue of Life.